# Hilda Campofiorito
Hilda Eisenlohr Campofiorito (Rio de Janeiro, 3 de agosto de 1901 — Niterói, 16 de janeiro de 1997) foi uma pintora, desenhista, ceramista, tapeceira e designer de joias brasileira. Filha de Guilherme Eisenlohr.
Era casada com o também pintor Quirino Campofiorito, nora de Pietro Campofiorito e mãe de Italo Campofiorito, ambos arquitetos.